# Niên biểu lịch sử Anh (1950–1969)
Dưới đây là niên biểu lịch sử ở Anh từ năm 1950 đến 1969.
Niên biểu lịch sử Anh (1930-1949), Niên biểu lịch sử Anh (1970-1989)

## 1950 - 1969
- 1950 ở Anh, 1950 ở England, 1950 ở Bắc Ireland, 1950 ở Scotland, 1950 ở Wales
- 1951 ở Anh, 1951 ở England, 1951 ở Bắc Ireland, 1951 ở Scotland, 1951 ở Wales
- 1952 ở Anh, 1952 ở England, 1952 ở Bắc Ireland, 1952 ở Scotland, 1952 ở Wales
- 1953 ở Anh, 1953 ở England, 1953 ở Bắc Ireland, 1953 ở Scotland, 1953 ở Wales
- 1954 ở Anh, 1954 ở England, 1954 ở Bắc Ireland, 1954 ở Scotland, 1954 ở Wales
- 1955 ở Anh, 1955 ở England, 1955 ở Bắc Ireland, 1955 ở Scotland, 1955 ở Wales
- 1956 ở Anh, 1956 ở England, 1956 ở Bắc Ireland, 1956 ở Scotland, 1956 ở Wales
- 1957 ở Anh, 1957 ở England, 1957 ở Bắc Ireland, 1957 ở Scotland, 1957 ở Wales
- 1958 ở Anh, 1958 ở England, 1958 ở Bắc Ireland, 1958 ở Scotland, 1958 ở Wales
- 1959 ở Anh, 1959 ở England, 1959 ở Bắc Ireland, 1959 ở Scotland, 1959 ở Wales
- 1960 ở Anh, 1960 ở England, 1960 ở Bắc Ireland, 1960 ở Scotland, 1960 ở Wales
- 1961 ở Anh, 1961 ở England, 1961 ở Bắc Ireland, 1961 ở Scotland, 1961 ở Wales
- 1962 ở Anh, 1962 ở England, 1962 ở Bắc Ireland, 1962 ở Scotland, 1962 ở Wales
- 1963 ở Anh, 1963 ở England, 1963 ở Bắc Ireland, 1963 ở Scotland, 1963 ở Wales
- 1964 ở Anh, 1964 ở England, 1964 ở Bắc Ireland, 1964 ở Scotland, 1964 ở Wales
- 1965 ở Anh, 1965 ở England, 1965 ở Bắc Ireland, 1965 ở Scotland, 1965 ở Wales
- 1966 ở Anh, 1966 ở England, 1966 ở Bắc Ireland, 1966 ở Scotland, 1966 ở Wales
- 1967 ở Anh, 1967 ở England, 1967 ở Bắc Ireland, 1967 ở Scotland, 1967 ở Wales
- 1968 ở Anh, 1968 ở England, 1968 ở Bắc Ireland, 1968 ở Scotland, 1968 ở Wales
- 1969 ở Anh, 1969 ở England, 1969 ở Bắc Ireland, 1969 ở Scotland, 1969 ở Wales